# Bubesheim
Bubesheim est une commune de Bavière (Allemagne), située dans l'arrondissement de Guntzbourg, dans le district de Souabe et fait partie de la communauté administrative de Kötz .

## Géographie
La commune est située dans la région Donau-Iller, à l'extrémité nord des contreforts alpins, avant de descendre vers les vallées du Danube et de la Günz . La zone municipale s'étend principalement vers le sud plat, y compris le Günzriedweiher (communément appelé aussi Wasserburger See ) à l'est dans le Günztal. Le village peut être divisé en une partie supérieure et une partie inférieure, qui se trouve dans la dépression du Bubesheimer Bach . Il n'y a que le district et une partie de la commune de Bubesheim.